# Rickard Sjöberg
Per Rickard Arvid Sjöberg, född 12 augusti 1969 i Södertälje, är en svensk journalist och TV-programledare. Sedan 2005 är han programledare för TV4:s Postkodmiljonären och sedan 2017 även för Drömpyramiden.

## Biografi
Sjöberg växte upp i Tyresö och Växjö. Efter första året på gymnasiet var han utbytesstudent i USA, samtidigt som hans föräldrar arbetade i Botswana på uppdrag av SIDA. Året 1987–1988 gick han på den svenska skolan i Botswana, innan han avslutade gymnasiet på Grennaskolan 1988–1989.
1991–1993 utbildade Sjöberg sig till journalist vid Södra Vätterbygdens folkhögskola i Jönköping. Han började som nyhetsreporter på SVT:s lokalredaktion i Jönköping sommaren 1993. Samma år gick han dock över till TV4, där han anställdes som reporter och programledare på den då nystartade lokala stationen TV4 Sydost i Växjö.
Sjöberg har även varit programledare för När & fjärran på TV4. Han har dessutom arbetat på TV4 som programpresentatör och som programledare i Alla mot en. Sedan 2005 är han programledare i frågesport- och lotteriprogrammet Postkodmiljonären på TV4.